# Џерат (Вирџинија)
Џерат (енгл. Jarratt) град је у америчкој савезној држави Вирџинија. По попису становништва из 2010. у њему је живело 638 становника.

## Демографија
Према попису становништва из 2010. у граду је живело 638 становника, што је 49 (8,3%) становника више него 2000. године.
| Група             | 2000.       | 2010.       |
| Белци             | 372 (63,2%) | 303 (47,5%) |
| Афроамериканци    | 212 (36,0%) | 320 (50,2%) |
| Азијати           | 1 (0,2%)    | 0 (0,0%)    |
| Хиспаноамериканци | 0 (0,0%)    | 14 (2,2%)   |
| Укупно            | 589         | 638         |